# Jean Mascii
Jean (Gianfranco) Mascii, né le 5 juillet 1926 à Mirandola (Italie) et mort le 16 novembre 2003 à Neuilly-sur-Seine, est un peintre, illustrateur et affichiste français d'origine italienne. Il a dessiné près de 1 500 affiches de cinéma, plus de 250 couvertures de livres et visuels pour la presse et la publicité : il est, avec Roger Soubie, Constantin Belinsky, Boris Grinsson, René Ferracci, Clément Hurel et Michel Landi, l'un des plus prolifiques créateurs d'affiches de cinéma en France de la deuxième moitié du XXe siècle.

## Biographie
Ses parents artisans d'art quittent l'Italie et s'installent en France en 1932[réf. souhaitée]. Il débute comme décorateur de façades de salles de cinéma et dessine ses premières affiches en 1947. Il compose aussi des affiches pour le music-hall et des couvertures de livres pour des éditeurs[réf. souhaitée].
On estime son œuvre connue à près de 1 500 affiches. Certaines sont devenues des icones tel que ses affiches faites pour les films de Sergio Leone ou dans un tout autre registre celles des films de Belmondo.

## Exemples d'affiches de cinéma

### Années 1930
- 1936 : La Belle Équipe réalisé par Julien Duvivier (La 1re à droite [3])
- 1939 : 
  - Circonstances atténuantes de Jean Boyer[4]
  - Les Hauts de Hurlevent, de William Wyler

### Années 1940
- 1942 : Pontcarral, colonel d'Empire de Jean Delannoy
- 1944 : Je suis avec toi, de Henri Decoin
- 1945 : Sergent York de Howard Hawks
- 1947 : Le Bataillon du ciel, d'Alexandre Esway
- 1948 : La Dame d'onze heures de Jean Devaivre

### Années 1950
- 1950 : Noblesse oblige, de Robert Hamer
- 1951 : Nez de cuir de Yves Allégret
- 1952 :
  - Les Anges déchus, de Gianni Franciolini
  - Les Feux de la rampe de Charlie Chaplin
  - Une fille dans le soleil, de Maurice Cam
  - Violettes impériales, de Richard Pottier
- 1953 :
  - La Belle de Cadix, de Raymond Bernard
  - Le Bon Dieu sans confession, de Claude Autant-Lara
  - La Dame aux camélias, de Raymond Bernard
  - Elisabeth est reine, de Howard Thomas
  - Les Enfants de l'amour, de Léonide Moguy
  - L'Esclave, d'Yves Ciampi
  - Le Guérisseur, de Yves Ciampi
  - L'Homme qui regardait passer les trains, de Harold French
  - Masque en bleu, de Georg Jacoby
  - La Môme vert-de-gris, de Bernard Borderie
  - Monsieur Scrupule gangster, de Jacques Daroy
  - Les Mousquetaires de la mer, de Giorgio Bianchi
  - Rue de l'Estrapade, de Jacques Becker[5]
  - Les Trois Mousquetaires, d'André Hunebelle
- 1954 :
  - L'Acrobate, de Jean Boyer
  - Cadet Rousselle, d'André Hunebelle
  - Commando sur Rhodes, de Lewis Milestone
  - Crainquebille, de Ralph Habib
  - Désirs humains de Fritz Lang
  - Les femmes s'en balancent, de Bernard Borderie
  - La Fille sans homme, de Giuseppe De Santis
  - Mam'zelle Nitouche, d'Yves Allégret
  - Obsession, de Jean Delannoy
  - Quai des blondes, de Paul Cadéac
  - La rafle est pour ce soir, de Maurice Dekobra
  - Secrets d'alcôve,  d'Henri Decoin, Gianni Franciolini, Ralph Habib et Jean Delannoy
  - Toute la ville tremble, de František Čáp
- 1955 :
  - L'Amiral Canaris, d'Alfred Weidenmann
  - L'amour viendra, de Giacomo Gentilomo
  - Les bons meurent jeunes, de Lewis Gilbert
  - Ce n'est qu'un au revoir, de John Ford
  - Cherchez la femme, de Raoul André
  - Le Crâneur, de Dimitri Kirsanoff
  - Désirs humains, de Fritz Lang
  - Double destin, de Victor Vicas
  - Du plomb pour l'inspecteur, de Richard Quine
  - Escale à Orly, de Jean Dréville
  - Une étrangère dans la ville, de Mervyn LeRoy
  - La Fille du fleuve, de Mario Soldati
  - Les Fruits de l'été, de Raymond Bernard
  - La Grande Prairie, de James Algar
  - Hold-up en plein ciel, de Mark Robson
  - Les Hommes en blanc, de Ralph Habib
  - L'Impossible Monsieur Pipelet, d'André Hunebelle
  - La Madelon, de Jean Boyer
  - La Mulâtresse, de Gilberto Martinez Solares
  - Napoléon, de Sacha Guitry[6]
  - Pain, Amour et Jalousie, de Luigi Comencini
  - Permission jusqu'à l'aube, de John Ford, Mervyn LeRoy et Joshua Logan
  - Phffft!, de Mark Robson
  - Le Renard des océans, de John Farrow
  - Sophie et le Crime, de Pierre Gaspard-Huit
  - Le Souffle de la violence, de Rudolph Maté
  - La Terre des pharaons, de Howard Hawks
  - 20000 lieues sous les mers, de Richard Fleischer[7]
- 1956 :
  - L'Allée sanglante, de William A. Wellman
  - L'aventure est au fond de la mer, de Hans Hass
  - Baratin, de Jean Stelli
  - La Belle des belles, de Robert Z. Leonard
  - Bob le flambeur, de Jean-Pierre Melville[8]
  - Cela s'appelle l'aurore, de Luis Buñuel
  - Le Chanteur de Mexico, de Richard Pottier
  - La Châtelaine du Liban, de Richard Pottier
  - Le Cheval et l'Enfant, de Kōji Shima
  - Condamné au silence, d'Otto Preminger
  - Continent perdu, de Leonardo Bonzi
  - Le Couturier de ces dames de Jean Boyer
  - Des gens sans importance, de Henri Verneuil
  - Dossier secret, d'Orson Welles
  - La Fureur de vivre, de Nicholas Ray[9]
  - La furieuse chevauchée, de Lesley Selander
  - Géant, de George Stevens[10]
  - Hélène de Troie, de Robert Wise
  - La Loi des rues, de Ralph Habib
  - Maigret dirige l'enquête, de Stany Cordier
  - La Meilleure Part, de Yves Allégret
  - Mémoires d'un flic, de Pierre Foucaud
  - Moby Dick, de John Huston
  - Le Monde des animaux, d'Irwin Allen
  - Odongo, de John Gilling
  - L'Odyssée du capitaine Steve, de Marcello Pagliero et Lee Robinson
  - Oh ! Rosalinda !, de Michael Powell et Emeric Pressburger
  - La Peau d'un autre, de Jack Webb
  - Picnic, de Joshua Logan
  - Plus de whisky pour Callaghan, de Willy Rozier
  - Plus dure sera la chute, de Mark Robson
  - Les Possédées, de Charles Brabant
  - La Prisonnière du désert, de John Ford
  - Safari, de Terence Young
  - Les salauds vont en enfer, de Robert Hossein
  - Santiago, de Gordon Douglas
  - Sérénade, d'Anthony Mann
  - Le Tigre du ciel, de Gordon Douglas
  - Treize à table, d'André Hunebelle
- 1957 :
  - Affaire ultra-secrète, de H.C. Potter
  - Albela, de Baghwan Dada
  - Amère victoire, de Nicholas Ray
  - Amis pour la vie, de Franco Rossi
  - Amour, tango, mandoline, d'Arthur Maria Rabenalt
  - Bel Ami, de Louis Daquin
  - Berlingot et Compagnie, de Fernand Rivers
  - Le Bigame, de Luciano Emmer
  - Bombardier B-52, de Gordon Douglas
  - C'est arrivé à Aden, de Michel Boisrond
  - Le Cas du docteur Laurent, de Jean-Paul Le Chanois
  - Le Cyclone, de Raffaello Matarazzo
  - L'Enfer des tropiques, de Robert Parrish
  - Le Faux Coupable, d'Alfred Hitchcock
  - Goubbiah, mon amour, de Robert Darène
  - Un homme dans la foule, d'Elia Kazan
  - L'Homme de l'Arizona, de Budd Boetticher
  - Les Jeunes Filles de San Frediano, de Valerio Zurlini
  - Les Nuits de Cabiria, de Federico Fellini[11]
  - Pique-nique en pyjama, de Stanley Donen
  - Police internationale, de John Gilling
  - Le Pont de la rivière Kwaï, de David Lean[12]
  - Pour que les autres vivent, de Richard Sale
  - Le Prince et la Danseuse, de Laurence Olivier
  - Quand passent les cigognes, de Mikhaïl Kalatozov
  - Sayonara, de Joshua Logan
  - Sénéchal le magnifique, de Jean Boyer
  - Symphonie inachevée, de Glauco Pellegrini
  - Toute la ville accuse, de Claude Boissol
  - Un seul amour, de George Sidney
  - Une Parisienne, de Michel Boisrond
- 1958 :
  - À main armée, de Jack Lee
  - Alerte en Extrême-Orient, de Ronald Neame
  - Anna de Brooklyn, de Vittorio De Sica
  - Barrage contre le Pacifique, de René Clément
  - La Belle et le Tzigane, de Jean Dréville
  - Les Époux terribles, d'Antonio Pietrangeli
  - La Fille de feu, d'Alfred Rode
  - Fortunella, de Eduardo De Filippo
  - Frontière dangereuse, de Ken Annakin
  - Mademoiselle Strip-tease, de Pierre Foucaud
  - Mardi gras, d'Edmund Goulding
  - Montparnasse 19 de Jacques Becker
  - Racket dans la couture, de Robert Aldrich
  - La Rivière des trois jonques, d'André Pergament
  - Les Sept Tonnerres, de Hugo Fregonese
  - Thérèse Étienne, de Denys de La Patellière
  - Train d'enfer, de Cy Endfield
  - La Vie à deux, de Clément Duhour
- 1959 :
  - Les Aventuriers du Kilimandjaro, de Richard Thorpe
  - Les Bateliers de la Volga réalisé par Victor Tourjanski
  - La Charge du 7ème lanciers, de John Gilling
  - Ceux de Cordura, de Robert Rossen
  - Le Courrier de l'or, de Budd Boetticher
  - Croquemitoufle, de Claude Barma
  - Espions en uniforme, d'Arthur Dreifuss
  - Faibles Femmes, de Michel Boisrond
  - Les Garçons, de Mauro Bolognini
  - Grand Hôtel, de Gottfried Reinhardt
  - Ma tante, de Morton DaCosta
  - Nina, de Jean Boyer
  - Les Noces vénitiennes, d'Alberto Cavalcanti
  - Opération Amsterdam de Michael McCarthy
  - Rio Bravo, de Howard Hawks[13]
  - Secret professionnel, de Raoul André
  - Le Septième Voyage de Sinbad, de Nathan Juran
  - Simon le pêcheur, de Frank Borzage
  - Tentations, de José Antonio de la Loma
  - Le vent se lève, d'Yves Ciampi
  - Visa pour Hong Kong, de Lewis Gilbert

### Années 1960
- 1960 :
  - Au voleur, de Ralph Habib
  - Austerlitz, d'Abel Gance
  - Aux frontières des Indes, de J. Lee Thompson
  - Le Bal des espions, de Michel Clément
  - Carthage en flammes, de Carmine Gallone
  - La Chute d'un caïd, de Budd Boetticher
  - Les Conspiratrices, de Ralph Thomas
  - La Corde raide, de Jean-Charles Dudrumet
  - Le Dialogue des carmélites, de Philippe Agostini et Raymond Léopold Bruckberger
  - Les Distractions, de Jacques Dupont
  - La Française et l'Amour, de Michel Boisrond, René Clair, Henri Decoin, Jean Delannoy, Christian-Jaque, Jean-Paul Le Chanois, Henri Verneuil
  - La Grande Pagaille, de Luigi Comencini
  - Hannibal, de Carlo Ludovico Bragaglia
  - Les Liaisons dangereuses 1960, de Roger Vadim
  - Le Passage du Rhin, d'André Cayatte
  - Pepe, de George Sidney
  - Plein Soleil, de René Clément[14]
  - Pollyanna, de David Swift
  - Rocco et ses frères, de Luchino Visconti
  - Salammbô, de Sergio Grieco
  - Samedi soir, dimanche matin, de Karel Reisz
  - Sergent X, de Bernard Borderie
  - Le Serment de Robin des Bois, de Terence Fisher
  - Spartacus, de Stanley Kubrick
  - Un compte à régler, de John Gilling
  - Les Yeux sans visage, de Georges Franju
- 1961 :
  - L'Arnaqueur, de Robert Rossen
  - Ça va être ta fête, de Pierre Montazel
  - Le Capitaine Fracasse, de Pierre Gaspard-Huit
  - Les Canons de Navarone, de Jack Lee Thompson[15]
  - Le Chemin de la violence, de Jose Maria Nunes
  - Le Ciel et la Boue, de Pierre-Dominique Gaisseau
  - Les Démons de minuit, de Marc Allégret
  - Drakut le vengeur, de Luigi Capuano
  - L'Enclos, d'Armand Gatti
  - La Fièvre dans le sang d'Elia Kazan
  - La Fille dans la vitrine, de Luciano Emmer
  - L'Inconnu de Las Vegas, de Lewis Milestone
  - J'aime, tu aimes, d'Alessandro Blasetti
  - Lola, de Jacques Demy[16]
  - La Morte-Saison des amours, de Pierre Kast
  - Le Prisonnier récalcitrant, de Ken Annakin
  - La Révolte des esclaves, de Nunzio Malasomma
  - Le Sahara brûle de Michel Gast
  - Vanina Vanini de Roberto Rossellini
  - Les Vierges de Rome, de Carlo Ludvico Bragaglia
  - Le Voleur de Bagdad, d'Arthur Lubin
- 1962 :
  - Barabbas, de Richard Fleischer
  - Climats, de Stellio Lorenzi
  - Fanny, de Joshua Logan
  - Le Fils du capitaine Blood, de Tulio Demicheli
  - L'Invisible docteur Mabuse, de Harald Reinl
  - Jeunesse de nuit, de Mario Sequi
  - Les Mille et Une Nuits, de Henry Levin
  - Les Mystères de Paris, d'André Hunebelle
  - Ponce Pilate, de Gian Paolo Callegari
  - Le Soleil dans l'œil, de Jacques Bourdon
  - Le Triomphe de Michel Strogoff, de Victor Tourjanski
  - Le Visage du plaisir, de José Quintero
- 1963 :
  - À couteaux tirés, de Charles Gérard
  - Accusé, levez-vous, de Basil Dearden
  - L'Appartement des filles, de Michel Deville
  - Ballade pour un voyou, de Claude-Jean Bonnardot
  - La Charge héroïque, de John Ford
  - Le Chevalier de Maison-rouge, de Claude Barma
  - La Corruption, de Mauro Bolognini
  - Défi à Gibraltar, de Charles Frend
  - L'Énigme du serpent noir, d'Alfred Vohrer
  - Les Femmes des autres, de Damiano Damiani
  - Le Guépard, de Luchino Visconti
  - Mabuse attaque Scotland Yard, de Paul May
  - Massacre pour un fauve, de Phil Karlson
  - Le Grand McLintock, de Andrew V. McLaglen
  - Le Mystère du château de Blackmoor, de Harald Reinl
  - Le Mystère du temple hindou, de Mario Camerini
  - Patrouilleur 109, de Leslie H. Martinson
  - Le Signe de Zorro, de Mario Caiano
  - X3 agent spécial, de Ralph Thomas
- 1964 :
  - À l'ombre des potences, de Nicholas Ray
  - L'Assassin, d'Elio Petri
  - L'assassin sera à Tripoli, de Harald Reinl
  - Casablanca, nid d'espions, de Henri Decoin
  - Le Cavalier noir, de Roy Ward Baker
  - Les Cheyennes, de John Ford[17]
  - La Chute de l'empire romain, d'Anthony Mann
  - Commando au Viet-Nam, de Marshall Thompson
  - Commando de choc, de Robert Totten
  - Dernière Mission à Nicosie, de Ralph Thomas
  - Dieu a besoin des hommes, de Jean Delannoy
  - Embrasse-moi, idiot !, de Billy Wilder
  - Les Horaces et les Curiaces, de Ferdinando Baldi
  - L'Indic, de Ken Annakin
  - Laissez tirer les tireurs, de Guy Lefranc
  - Lucky Jo, de Michel Deville
  - Le Mercenaire de minuit, de Richard Wilson
  - Meurtre par accident, de George Marshall
  - Le Plus Grand Cirque du monde, d'Henry Hathaway
  - Requiem pour un caïd, de Maurice Cloche
  - Séduite et Abandonnée, de Pietro Germi
  - La Serrure aux treize secrets, de Franz Josef Gottlieb
  - S.O.S. Terre en péril, de John Albin
  - La Steppe, d'Alberto Lattuada
  - Trafics dans l'ombre, d'Antoine d'Ormesson
  - Un soir... par hasard, d'Ivan Govar
- 1965 :
  - Ces dames s'en mêlent, de Raoul André
  - La Dame de pique, de Léonard Keigel
  - ...Et pour quelques dollars de plus, de Sergio Leone
  - Fabrique d'espions, de Robert Tronson
  - Fureur sur le Bosphore de Sergio Grieco
  - Goldfinger, de Guy Hamilton
  - La Grande Course autour du monde, de Blake Edwards
  - Humour noir, de Claude Autant-Lara
  - L'Île des braves, de Frank Sinatra
  - Les Inséparables, de Jack Donohue
  - Interpol attaque, de Enrique Carreras
  - Major Dundee, de Sam Peckinpah
  - Le Masque de Fu Manchu, de Don Sharp
  - Mata Hari, agent H 21, de Jean-Louis Richard
  - Par un beau matin d'été, de Jacques Deray
  - Paris au mois d'août, de Pierre Granier-Deferre
  - Thomas l'imposteur, de Georges Franju
- 1966 : 
  - Alvarez Kelly, de Edward Dmytryk
  - L'amour a plusieurs visages, d'Alexander Singer
  - L'Aventure sauvage, de Sidney Hayers
  - Une balle au cœur, de Jean-Daniel Pollet
  - Berlin, opération Laser, de Vittorio Sala
  - Le Bon, la Brute et le Truand, de Sergio Leone
  - La Canonnière du Yang-Tsé réalisé par Robert Wise
  - Les Centurions, de Mark Robson
  - Le Chevalier à la rose rouge, de Steno
  - Le Chevalier de Maupin, de Mauro Bolognini
  - Le Dernier Train, de Dino Risi
  - Deux Heures à tuer, d'Ivan Govar
  - Les Deux Rivales, de Francesco Maselli
  - Les Dollars du Nebraska, d'Antonio Román
  - Fruits amers de Jacqueline Audry et Colette Audry
  - Gros coup à Dodge City, de Fielder Cook
  - Hawaï, de George Roy Hill
  - Les Héros de Télémark, d'Anthony Mann
  - Un homme pour l'éternité, de Fred Zinnemann
  - La Mandragore, d'Alberto Lattuada
  - M15 demande protection, de Sidney Lumet
  - Les Ogresses, de Mauro Bolognini, Mario Monicelli, Antonio Pietrangeli et Luciano Salce
  - Les Professionnels, de Richard Brooks
  - Les Révoltés de Tolède, de Ferdinando Baldi
  - Rien ne sert de courir, de Charles Walters
  - Safari diamants, de Michel Drach
  - Le Secret du rapport Quiller, de Michael Anderson
  - Tonnerre sur l'océan Indien, de Sergio Bergonzelli
  - La Vengeance du doge, de Pino Mercanti
  - La vie de château, de Jean-Paul Rappeneau
  - Le Volcan interdit, de Haroun Tazieff
- 1967 :
  - Alerte à la drogue, de Nino Zanchin et Mohamed Abderrahman Tazi
  - La Caravane de feu, de Burt Kennedy
  - Cinq Gars pour Singapour, de Bernard Toublanc-Michel
  - La Comtesse de Hong-Kong, de Charlie Chaplin[18]
  - Les Corrompus de James Hill
  - Le Crédo de la violence, de Tom Laughlin
  - Le Diable à trois, de Curtis Harrington
  - En dansant le sirtaki, de George Salenakis
  - Le Grand Meaulnes de Jean-Gabriel Albicocco
  - La Griffe, de Franklin J. Schaffner
  - Un homme de trop, de Costa-Gavras
  - L'Homme qui a tué Billy le Kid, de Julio Buchs
  - Loin de la foule déchaînée, de John Schlesinger
  - Luke la main froide, de Stuart Rosenberg
  - La Mégère apprivoisée, de Franco Zeffirelli
  - Message chiffré, de Pino Mercanti
  - Les Nouveaux internes, de John Rich
  - Objectif Hambourg, mission 083, de Sergio Bergonzelli
  - La poursuite des tuniques bleues, de Phil Karlson
  - Privilège, de Peter Watkins
  - Qui êtes-vous inspecteur Chandler ?, de Michele Lupo
  - Reflets dans un œil d'or, de John Huston
  - La Route de l'Ouest, de Harold Hecht
  - Le Secret du rapport Quiller, de Michael Anderson
  - Sept Hommes et une garce, de Bernard Borderie
  - La Symphonie des héros, de Ralph Nelson
  - Tobrouk, commando pour l'enfer, d'Arthur Hiller
  - Les Treize Fiancées de Fu Manchu, de Don Sharp
  - Les Turbans rouges, de Ken Annakin
  - Le vicomte règle ses comptes, de Maurice Cloche
  - La Vingt-cinquième Heure, de Henri Verneuil
  - Violence à Jericho d'Arnold Laven
  - Vivre à tout prix, de Volker Schlöndorff
- 1968 :
  - Le Bal des voyous, de Jean-Claude Dague
  - La Bataille de San Sebastian, d'Henri Verneuil
  - Le Carnaval des truands, de Giuliano Montaldo
  - Le Cascadeur, de Marcello Baldi
  - Clint, l'homme de la vallée sauvage, d'Alfonso Balcázar
  - Les Chasseurs de scalps, de Sydney Pollack
  - Comanche Station, de Budd Boetticher
  - Commando intrépide, de László Benedek
  - Les Damnés, de Luchino Visconti
  - Duffy, le renard de Tanger, de Robert Parrish
  - Les Forcenés d'Albert Band
  - Interlude (en), de Kevin Billington
  - L'Intrus magnifique, de George Seaton
  - Je vais, je tire et je reviens, d'Enzo G. Castellari
  - Pas de pitié pour Ringo, de Rafael Romero Marchent
  - La Planète des singes, de Franklin J. Schaffner
  - Police sur la ville, de Don Siegel
  - Quand les aigles attaquent, de Brian G. Hutton
  - La Rage de survivre, de Gilberto Gazcon
  - Requiem pour une canaille, de Frank Shannon
  - Shalako, d'Edward Dmytryk
  - Les Souliers de saint Pierre, de Michael Anderson
  - La Symphonie des héros, de Ralph Nelson
  - Syndicat du meurtre, de John Guillermin
  - Les tueurs sont lâchés, de Sheldon Reynolds
  - La Vallée du bonheur, de Francis Ford Coppola
  - Vendetta à l'Ouest, de Mario Colucci
- 1969 : 
  - Avant que vienne l'hiver, de J. Lee Thompson
  - Bob et Carole et Ted et Alice, de Paul Mazursky
  - Les Chasseurs de scalps de Sydney Pollack
  - Un château en enfer, de Sydney Pollack
  - Cinq Gâchettes d'or, de Tonino Cervi
  - Colorado, de Sergio Sollima
  - Funny Girl, de William Wyler
  - La Haine des desperados, de Henry Levin
  - Haine pour haine, de Domenico Paolella
  - La Malédiction des Whateley, de David Greene
  - L'Ouest en feu de Nathan Juran
  - La Partenaire, de Florestano Vancini
  - Quand les aigles attaquent, de Brian G. Hutton
  - Les Quatre de l'Ave Maria, de Giuseppe Colizzi
  - Le Retour de Frankenstein, de Terence Fisher
  - Malenka la Vampire, de Amando de Ossorio[19]

### Années 1970
- 1970 :
  - Les Baroudeurs, de Peter Collinson
  - Chisum, de Andrew V. McLaglen
  - Docteur Caraïbes de Jean-Pierre Decourt
  - Et vint le jour des citrons noirs, de Camillo Bazzoni
  - Un homme fait la loi, de Burt Kennedy
  - Kamikaze X-27, de Yukio Noda
  - Le Reptile, de Joseph L. Mankiewicz
  - La Rose écorchée, de Claude Mulot
  - Traître sur commande, de Martin Ritt
- 1971 :
  - Le Cinquième Commando, de Henry Hathaway
  - Le Convoi sauvage, de Richard C. Sarafian
  - Le Dernier Train pour Frisco, de Andrew V. McLaglen
  - John McCabe, de Robert Altman
  - Le Petit Matin, de Jean-Gabriel Albicocco
  - Raphaël ou le Débauché, de Michel Deville
- 1972 :
  - La Chevauchée érotique, de Greg Corarito
  - La Partenaire, de Florestano Vancini
  - Nés pour être libres, de Jack Couffer (en)
  - La Fureur de vaincre, de Lo Wei
  - La Fureur du dragon, de Bruce Lee
- 1973 :
  - Le Cinquième Commando, de Henry Hathaway
  - Le Fauve, de Buzz Kulik
- 1974 :
  - Chair pour Frankenstein, de Paul Morrissey
  - Yakuza, de Sydney Pollack
- 1975 :
  - La Balade sauvage, de Terrence Malick
  - Kalahari, de Jamie Uys
  - Lisztomania de Ken Russell
  - La Nuit de la peur, de Peter Collinson
  - La Sanction, de Clint Eastwood
  - La Toile d'araignée, de Stuart Rosenberg
  - La Trahison se paie cash (en) (Framed), de Phil Karlson :
  - El Pistolero, de Frank Laughlin
- 1976 :
  - Le Jeu de la mort, de Robert Clouse
  - Un mari, c'est un mari, de Serge Friedman
  - La Route de la violence (White line fever) de Jonathan Kaplan
  - La Trahison, de Cyril Frankel
  - La trahison se paie cash, de Phil Karlson
  - 1900 (film) de Bernardo Bertolucci
- 1977 :
  - L'inspecteur ne renonce jamais, de James Fargo
  - Tentacules, de Ovidio G. Assonitis
  - Un tueur dans la foule, de Larry Peerce
- 1979 :
  - Flic ou voyou, de George Lautner
  - Le Jeu de la puissance, de Martyn Burke
  - La Percée d'Avranches, de Andrew V. McLaglen

### Années 1980
- 1980 :
  - Le Guépiot de Joska Pilissy
  - Le Guignolo de Georges Lautner
  - Le Chasseur, de Buzz Kulik
  - La Malédiction de la vallée des rois, de Mike Newell
- 1981 :
  - Le Choc des Titans, de Desmond Davis
  - On m'appelle Malabar, de Michele Lupo
  - Le Professionnel, de Georges Lautner
- 1982 :
  - L'As des as, de Gérard Oury
  - Fitzcarraldo, de Werner Herzog
  - La Folle Histoire du monde, de Mel Brooks
  - Le Grand Frère, de Francis Girod
  - Litan : La Cité des spectres verts, de Jean-Pierre Mocky[20]
  - Plus beau que moi, tu meurs, de Philippe Clair
- 1983 :
  - L'Africain (film) de Philippe de Broca
  - Les Aventuriers du bout du monde, de Brian G. Hutton
  - Banzaï, de Claude Zidi
  - Le Bourreau des cœurs, de Christian Gion
  - Caligula, la véritable histoire, de David Hills
  - Les Compères, de Francis Veber
  - Les dieux sont tombés sur la tête, de Jamie Uys
  - Fifty-Fifty, de Pascal Vidal
  - Maria Chapdelaine, de Gilles Carle
  - Metalstorm : La Tempête d'acier, de Charles Band
  - Le Ruffian, de José Giovanni
  - Stryker, de Cirio H. Santiago
  - Utu, de Geoff Murphy
- 1984 :
  - Adieu Bonaparte, de Youssef Chahine
  - Cannonball 2, de Hal Needham
  - Ça n'arrive qu'à moi, de Francis Perrin
  - Divorce à Hollywood, de Charles Shyer
  - Le Léopard, de Jean-Claude Sussfeld
  - Marche à l'ombre, de Michel Blanc
  - Pavillons lointains, de Peter Duffell
  - Portés disparus, de Joseph Zito
  - Sauvage et Beau, de Frédéric Rossif
  - La Septième Cible, de Claude Pinoteau
- 1985 :
  - Le Gaffeur, de Serge Pénard
  - Le Pactole, de Jean-Pierre Mocky
  - Portés disparus 2, de Lance Hool
  - P.R.O.F.S., de Patrick Schulmann
  - Les Spécialistes, de Patrice Leconte
  - Scout toujours, de Gérard Jugnot
- 1986 :
  - Allan Quatermain et la Cité de l'or perdu, de Gary Nelson
  - America 3000, de David Engelbach
  - American Warrior de Sam Firstenberg
  - Black Mic-Mac, de Thomas Gilou[21]
  - Le Contrat, de John Irvin
  - Dans les bras de l'enfer, de Gideon Amir
  - Delta Force, de Menahem Golan
  - Le Justicier de New York, de Michael Winner
  - Twist again à Moscou, de Jean-Marie Poiré
- 1987 :
  - Les Maîtres de l'univers, de Gary Goddard
- 1989 :
  - Big Brother, de Jackie Chan

(Liste évidemment loin d'être complète)

### Source
- Site de Ciné-Ressources